# Референдум в Гибралтаре по абортам (2021)
Референдум в Гибралтаре по частичной легализации абортов проходил 24 июня 2021 года. Первоначально голосование было запланировано на 19 марта 2020 года, но за неделю до срока 12 марта было отложено из-за пандемии COVID-19. Предложение было одобрено 63 % избирателей.

## Предвыборная обстановка
12 июля 2019 года парламент Гибралтара принял Закон 2019 года о преступлениях (поправка), который разрешал аборты при определённых обстоятельствах при 10 «за» и 7 «против». Девять из десяти депутатов от альянса Гибралтарской социалистической лейбористской партии и Либеральной партии Гибралтара, а также один депутат прогрессивной партии «Гибралтар Вместе» проголосовали «за». Депутат от Гибралтарской социалистической лейбористской партии Альберт Изола проголосовал против законопроекта вместе с шестью социал-демократами. Стремясь заручиться поддержкой населения, депутаты единогласно одобрили референдум по законодательству, и правительство определило дату. После победы правящей коалиции на всеобщих выборах в октябре 2019 года правительство 19 декабря решило назначить референдум на 19 марта 2020 года. Правительство также решило снизить возрастной ценз для голосования на референдуме до 16 лет. Вопрос бюллетеня был задан следующим образом: «Должен ли вступить в силу Закон о преступлениях от 2019 года, определяющий обстоятельства, при которых допускается аборт в Гибралтаре?».

## Избирательная кампания
Государственное финансирование в размере до 50 тыс. фунтов стерлингов было выделено на кампании «да» и «нет», при этом общая сумма расходов на каждую кампанию ограничена 50 тыс. фунтов стерлингов.
Для проведения кампании в поддержку изменений была сформирована группа «Гибралтар за „Да“», в которую вошли «Выбор Гибралтара», «Феминистский Гибралтар», «Нет больше позора, Гибралтар» и Светское гуманистическое общество Гибралтара. Группу поддержал главный министр Фабиан Пикардо.
«Движение за жизнь» выступило против изменений. В июне 2021 года оно обвинило Пикардо в вводящих в заблуждение заявлениях о новом законе.

## Результаты и реакция
25 июня GBC News объявили, что предложение о референдуме было одобрено избирателями. Главный министр Фабиан Пикардо заявил, что правительство введёт в действие Закон о преступлениях 2019 года в течение 28 дней.